# Коррекционный фитнес
Коррекцио́нный фи́тнес — направление в физической реабилитации и фитнесе, основное внимание в котором уделяется коррекции нарушений осанки, снятии мышечного дисбаланса и устранению хронических болей в различных частях тела. Целью этого направления является не только улучшение физического состояния, но и профилактика травм, а также гарантия правильного развития и функционирования мышечно-скелетной системы.

## Основные принципы
- Диагностика проблем. Прежде чем начать программу коррекционного фитнеса, необходима детальная диагностика для выявления нарушений осанки, дисбаланса в мышцах и других проблем.
- Индивидуализация подхода. Подбор упражнений и режима тренировок, исходя из индивидуальных нужд и состояния человека (см. функциональный тренинг).
- Комбинация методик. Использование различных методик, включая «растяжку», силовые упражнения и кардиотренировки, для достижения наилучших результатов.
- Постоянный мониторинг. Регулярная оценка прогресса и корректировка программы в зависимости от изменений состояния пациента.

## Эффективность
Коррекционный фитнес доказал свою эффективность в ряде ситуаций:
- Улучшение осанки. Многие люди замечают улучшение осанки и снижение болевых ощущений после занятий коррекционным фитнесом.
- Снижение боли. Занятия помогают устранять хронические боли, связанные с нарушениями осанки и мышечными дисбалансами.
- Предотвращение травм. Укрепление и «растяжка» мышц снижает риск получения травм в повседневной жизни и во время занятий спортом.
- Общее улучшение состояния. Помимо устранения конкретных проблем, люди часто отмечают повышение общей выносливости, гибкости и силы.

## Основные цели коррекционного фитнеса
1. Коррекция нарушений осанки. Многие люди страдают от проблем с осанкой из-за длительной сидячей работы или неправильных жизненных привычек. Это может привести к болям в спине, шее и других частях тела.
2. Снятие мышечного дисбаланса. Неправильное распределение нагрузки может привести к перенапряжению некоторых групп мышц и слабости других.
3. Устранение хронических болей путём определения и коррекции причин боли.
4. Предупреждение травм путём усиления и растяжения соответствующих групп мышц.
5. Повышение эффективности тренировок путём оптимизации биомеханики движений.

## Основные методики
1. Функциональная диагностика. Определение слабых и перенапряженных зон в организме.
2. Мягкие методики «растяжки» — такие как йога и пилатес, которые помогают улучшить гибкость и устранить напряжение в мышцах.
3. Силовые упражнения, нацеленные на укрепление слабых мышечных групп.
4. Кардиотренировки — для улучшения общей выносливости и поддержания здоровья сердечно-сосудистой системы.
5. Лимфодренажные тренировки. Цель тренировок — улучшить движение лимфатической системы и уменьшить количество отёков.

## Отличие коррекционного фитнеса от пилатеса или лечебной физкультуры
Коррекционный фитнес, пилатес и лечебная физкультура (ЛФК) — это разные направления физической активности, каждое из которых предназначено для определённых целей и задач. Хотя между ними есть пересечения, они всё же имеют отличительные особенности:
1. Лечебная физкультура (ЛФК):
  - Цель — ЛФК применяется в основном для лечения и профилактики различных заболеваний опорно-двигательного аппарата, кардиоваскулярных, респираторных и других систем организма.
  - Подход — программа упражнений разрабатывается индивидуально для каждого пациента с учётом его диагноза, физического состояния и возраста.
  - Инструменты — включает в себя ряд упражнений, которые могут выполняться с использованием различного оборудования или без него.
2. Пилатес:
  - Цель — пилатес направлен на укрепление мышц корпуса, улучшение гибкости, координации и осанки. Этот метод также помогает в балансировке тела и развитии осознанности движений.
  - Подход — упражнения пилатеса обычно выполняются медленно и с осознанием, с акцентом на правильное дыхание и контроль над каждым движением.
  - Инструменты — пилатес может выполняться на мате (матовый пилатес) или с использованием специального оборудования, такого как реформер.
3. Коррекционный фитнес:
  - Цель — коррекционный фитнес направлен на коррекцию определённых проблем в физическом развитии человека, таких как осанка, дисбаланс мышц, проблемы со спиной и другие.
  - Подход — этот вид фитнеса сочетает элементы ЛФК, пилатеса, йоги и других методик. Подбор упражнений зависит от конкретных проблем и нужд клиента, например, исправление осанки, увеличение силы или гибкости тела с учётом осанки клиента.
  - Инструменты — могут включать разнообразное спортивное оборудование, от гантелей до тренажеров.

## Коррекционный фитнес в России
Данное направление стало активно развиваться на территории Российской Федерации в 10-х годах 21-го века. Основой этого процесса послужило то, что посетители фитнес-клубов чаще стали ставить цели по улучшению качества жизни. Кроме того, влияние оказали факторы, связанные с развитием компетенций тренеров по фитнесу, так как чаще стали появляться курсы повышения квалификации от врачей спортивной медицины, таких как Дмитрий Горковский и Георгий Темичев, а фитнес-эксперты, например Елена Волкова (пилатес) и Александр Мироненко (функциональный тренинг) начали активнее адаптировать зарубежные методики, внедряя их в России.
На данный момент коррекционный фитнес на территории Российской Федерации все еще находится в стадии становления, постепенно обретая четкую структуру, которая позволяет не путать его с реабилитацией.
Сейчас методики этого направления позволяют значительно снизить риск развития мышечных дисбалансов при классических тренировках и решить целый ряд задач, с которыми люди приходят в фитнес-клубы.

## См.также
- Фитнес
- Тренер
- Персональная тренировка